# Абтенау
Абтенау (нім. Abtenau) — торгова громада (нім. Marktgemeinde) в Австрії, в федеральній землі Зальцбург. 
Входить до складу округу Галлайн. Населення становить 5745 осіб (на 31 грудня 2005 року). Займає площу 186,96 км². Офіційний код  — 50201. 

## Політична ситуація
Бургомістр громади — Йохан Квеенбергер (СДПА) за результатами виборів 2004 року. 
Рада представників громади (нім. Gemeinderat) складається з 25 місць.  
- СДПА займає 14 місць.
- АНП займає 11 місць.